# West-Baltische grafheuvelcultuur

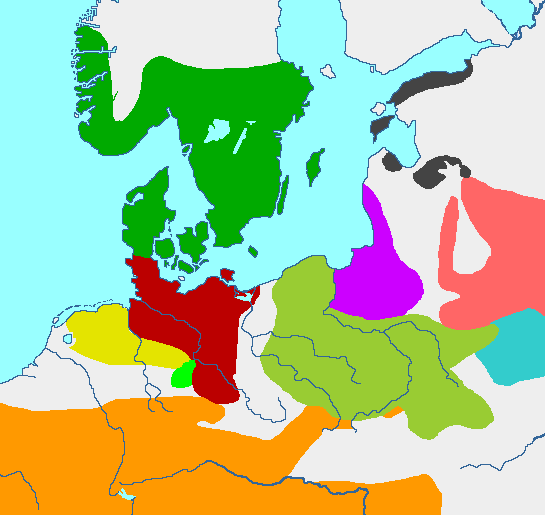
Vroege ijzertijd:
West-Baltische grafheuvelcultuur
Pommerse gezichtsurnencultuur
Geborsteldkeramiekcultuur
Milogradcultuur
Noordse ijzertijd
Jastorfcultuur
Harpstedt-Nienburg-groep
La Tène-groep
Huisurnencultuur
Laat-Narvaculturen

De West-Baltische grafheuvelcultuur is een archeologische cultuur van de brons- en vroege ijzertijd, zich ontwikkelend van de Hallstattperiode tot de late La Tène-periode (ongeveer 6e-1e eeuw v.Chr.) in Noord-Mazovië, Ermland, Mazurië en Samland.

## Karakteristieken
De criteria waarnaar in 1970 de West-Baltische grafheuvelcultuur werd vastgesteld waren het karakteristiek gevormde aardewerk met bolvormige bodems, de begrafenisrituelen met grafheuvels, een vestigingssysteem gebaseerd op een netwerk van versterkte nederzettingen, en een specifiek type van economie op basis van halfwilde kuddes vee.

## Chronologie, ontstaan en verdwijnen
De voorgangers van de West-Baltische grafheuvelcultuur waren de Rzucewocultuur en haar late-bronstijd voortzettingen, of de Ermland-Mazurië-groep van de Lausitzcultuur. 
Er zijn vier fasen van de West-Baltische grafheuvelcultuur vastgesteld:
- Fase I omvat de oudste periode Hallstatt- D (rond 600 v.Chr.) na het verdwijnen van de Lausitzcultuur. De periode eindigt rond de 4e eeuw v.Chr. met het verschijnen van in rechthoekige stenen vakken geplaatste grafheuvels.
- Fase II komt overeen met de vroege La Tène-fase van de Pommerse gezichtsurnencultuur (ca. 450-350 v.Chr).
- Fase III komt overeen met de middelste La Tène-fase (ongeveer 350-100 v.Chr.).
- Fase IV omvat de late La Tène-fase en de eerste eeuw voor onze jaartelling (ca. 100-50 v.Chr.) De cultuur verliest in de tweede helft van de eerste eeuw v.Chr. terrein onder druk van nieuwe culturele groeperingen (Nidzica-groep, Oksywiecultuur), die het grondgebied van de West-Baltische grafheuvelcultuur in het westen aangrenzen.

Aan het begin van onze jaartelling worden de culturele tradities van de West-Baltische grafheuvelcultuur voortgezet in de West-Baltische cultuur.

## Verspreiding en culturele context
In een gesloten nederzettingensysteem bezette de cultuur het noordelijke Mazovië, Mazurië en het schiereiland van Samland. In het oosten reikte het tot de monding van de Memel.
De West-Baltische grafheuvelcultuur kan worden onderverdeeld in de volgende lokale groepen: Memelgroep, Samlandgroep, West-Masuren, Oost-Masuren, en Noord-Masurengroep. Deze verdeling is het duidelijkst in de vroege La Tène-fase.
De West-Baltische grafheuvelcultuur grenst in het westen aan de Lausitzcultuur en later de Pommerse gezichtsurnencultuur, en in het oosten aan de Oost-Baltische geborsteldkeramiekcultuur.

## Materiële cultuur
Een specifiek kenmerk van de West-Baltische grafheuvelcultuur is een breed scala van stenen en beenderen werktuigen. Deze werden volgens traditionele methoden geproduceerd. In gebruik waren vijfhoekige stenen bijlen van een Lausitzer type, hoornen schoffels, beenderen pijlpunten, krabbers, en boren uit vuursteen. Er was een bescheiden assortiment aan bronzen en ijzeren werktuigen. In Tarławki (Powiat Węgorzewski) is een openlucht-bronsgieterij gevonden. 
Het aardewerk omvatte eivormige vaten met een brede opening, vlakke of sferische bodem en licht geruwde oppervlakken, tonvormige en bolvormige vaten, amforen met twee oren en bolvormige bodem, kommen in de vorm van  uitgerekte bollen, en borden van een Lausitzer type. Het meeste aardewerk is onversierd; de spaars voorkomende versieringen bestaan uit vingerindrukken, nagelafdrukken en geschubde randen. Sieraden waren open polsbanden, armbanden, kettingen, spiralen, naalden met rechte schacht, zwanenhals of spaanvormig, en een verscheidenheid aan hangers.

## Nederzettingen
Men bouwde verdedigbare nederzettingen op plaatsen die een natuurlijke bescherming boden: op de toppen van vrijliggende  heuvels, schiereilanden, eilandjes, op hoge oevers van rivieren of meren, of in rivierdalen. Daarnaast waren deze beschermd door stenen of steen met aarden wallen, sloten, palissaden en houten hekken. De huizen waren van een houten pijlerbouw met stenen haarden in het midden en afvalkuilen.
Een bijzonder soort woningen werd gebouwd op houten platforms van latten en boomstammen, gelegd op moerassige eilandjes in ondiepe delen van meren en rivieren. Roosters met een oppervlakte van 2 tot 3 hectare ondersteunden compacte nederzettingen bestaande uit 6 tot 8 woningen, omringd door palissaden, en door bruggen op palen met het vasteland verbonden. De vroegst bekende nederzettingen van dit type zijn gevonden in de buurt van Ełk, Giżycko, Gołdap en Węgorzewo. In de La Tene-periode waren deze algemeen verspreid in het bereik van de cultuur, bijvoorbeeld bij Tulewo (Powiat Wyszkowski) en Czarne (Powiat Piski).
Hooggelegen nederzettingen zijn gevonden bij Mardaki en Kretowiny. In een afstand van 2-3 km rond de versterking bevonden zich enkele open nederzettingen met een bescheiden inventaris. Dit waren waarschijnlijk seizoensgebonden woonplaatsen die verband hielden met economische activiteiten als het hoeden van vee, het oogsten van fruit, of de visvangst.

## Begrafenisrituelen
Gedurende de gehele cultuurperiode werd crematie beoefend. De grafheuvel werd omringd door een, twee of drie steenkransen.
In Masovië was er een traditie van uitgebreide grafheuvelvelden, bestaande uit stenen ophogingen van ovale, bootvormige, rechthoekig of amorfe vorm die de crematieplaatsen bedekten.
In de latere stadia van de cultuur waren er grafheuvels met collectieve begravingen in steenkisten of op keien.
De inventaris van de graven was karig; men vond slechts kleine metalen voorwerpen die zwaar verbrand waren.

## Samenleving en economie
Het karakter van de economie lag dicht bij de culturen van de Oost-Europese boszone. Ze werd onderzocht op basis van palynologie en analyse van skeletresten van de gevonden gemeenschappelijk grazende kuddes, die gedomineerd werden door paarden, varkens, runderen, schapen en geiten. Landbouw was bekend maar werd slechts op kleine schaal toegepast. Pas in het eindstadium van de cultuur begon ze een grotere rol te spelen.